# Лашманов, Сергей Владимирович
Серге́й Влади́мирович Лашма́нов (род. 5 января 1978, Дзержинск, Горьковская область) — российский певец.

## Биография
Сергей Лашманов выступал в Нижегородской хоровой капелле мальчиков. Окончил факультет музыкального театра Российской академии театрального искусства (РАТИ), ученик Ю. С. Удалова. Ещё студентом, в 2000 году Лашманов стал финалистом конкурса молодых исполнителей радиокомпании «Голос России», а в 2001 году победил во Всероссийском конкурсе «Романсиада». Выступал в российских мюзиклах «Ромео и Джульетта» (в роли Париса) и «Свадьба соек». Участник вокального шоу «Reспублика», в составе которого в июле 2005 года стал лауреатом 1-го Всероссийского конкурса молодых исполнителей «Пять звёзд» в Сочи в номинации «Выбор прессы».